# سرگئی لوزنیتسا
سرگئی لوزنیتسا (بلاروسی: Сяргей Уладзіміравіч Лазніца؛ زادهٔ ۵ سپتامبر ۱۹۶۴) کارگردان، و فیلم‌نامه‌نویس اهل اوکراین است. وی از سال ۱۹۹۶ میلادی تاکنون مشغول فعالیت بوده‌است. فیلم در مه دومین ساخته وی نامزد دریافت نخل طلایی در بخش مسابقه در جشنواره فیلم کن ۲۰۱۲ بود.

لوزنیتسا ابتدا در مؤسسه پلی‌تکنیک کیف ریاضیات خواند و مدتی را به عنوان متخصص سامانه‌های هوشمند و هوش مصنوعی مشغول به کار بود. همزمان به عنوان مترجم زبان ژاپنی نیز کار می‌کرد. در سال ۱۹۹۱ وارد مؤسسه سینمایی گراسیموف شد و در سال ۱۹۹۷ فارغ‌التحصیل شد و از سال ۲۰۰۰ به عنوان مستندساز مشغول به کار شد. سرگئی لوزنیتسا در سال ۲۰۰۱ به همراه خانواده‌اش به آلمان نقل مکان کرد.

## فیلم‌شناسی
- شادی من (۲۰۱۰)
- در مه (۲۰۱۲)
- میدان (۲۰۱۴)
- یک موجود آرام (۲۰۱۷)
- دنباس (۲۰۱۸)